# Liste des édifices législatifs
Cet article recense les différents édifices où siège le parlement d'un État, d'une subdivision d'un État ou d'une organisation supranationale.

## Parlements nationaux

### Afrique
| Pays                             | Parlement                     | Édifice                                  | Photo | Notes                                                |
| -------------------------------- | ----------------------------- | ---------------------------------------- | ----- | ---------------------------------------------------- |
| Afrique du Sud                   | Parlement                     | Chambres du Parlement (en)               |       | Construit en 1884                                    |
| Algérie                          | Assemblée populaire nationale | Siège de l'Assemblée populaire nationale |       | Inauguré en 1951                                     |
| Angola                           | Assemblée nationale           | Palais de l'Assemblée nationale          |       |                                                      |
| Bénin                            | Assemblée nationale           | Palais des gouverneurs                   |       | Construit au XXe siècle                              |
| Botswana                         | Assemblée nationale           | Bâtiment de l'Assemblée nationale        |       |                                                      |
| Cameroun                         | Assemblée nationale           | Palais des Verres                        |       |                                                      |
| Cameroun                         | Sénat                         | Palais des congrès                       |       | Construit de 1975 à 1982 ; Réhabilité de 2015 à 2017 |
| Cap-Vert                         | Assemblée nationale           | Palais de l'Assemblée nationale          |       |                                                      |
| République centrafricaine        | Assemblée nationale           | Palais du Peuple                         |       |                                                      |
| République du Congo              | Parlement                     | Palais du Parlement                      |       |                                                      |
| République démocratique du Congo | Parlement                     | Palais du Peuple                         |       | Construit de 1975 à 1979                             |
| Côte d'Ivoire                    | Assemblée nationale           | Siège de l'Assemblée nationale           |       |                                                      |
| Côte d'Ivoire                    | Sénat                         | Siège du Sénat                           |       |                                                      |
| Djibouti                         | Assemblée nationale           | Bâtiment de l'Assemblée nationale        |       |                                                      |
| Éthiopie                         | Parlement                     | Bâtiment du parlement éthiopien (en)     |       |                                                      |
| Gabon                            | Assemblée nationale           | Palais Léon Mba                          |       |                                                      |
| Gabon                            | Sénat                         | Palais Omar Bongo Ondimba                |       | Construit de 2002 à 2005                             |
| Ghana                            | Parlement                     | Parliament House (en)                    |       | Construit en 1965                                    |
| Guinée                           | Assemblée nationale           | Palais du peuple                         |       | Construit en 1967                                    |
| Guinée-Bissau                    | Assemblée nationale populaire | Palácio Colinas de Boé                   |       | Inauguré en 2005                                     |
| Kenya                            | Parlement                     | Bâtiment du Parlement                    |       |                                                      |
| Lesotho                          | Parlement du Lesotho          | Siège du Parlement                       |       |                                                      |
| Liberia                          | Législature du Liberia        | Capitole du Liberia                      |       |                                                      |
| Madagascar                       | Assemblée nationale           | Palais de Tsimbazaza                     |       |                                                      |
| Madagascar                       | Sénat                         | Palais de Verre                          |       |                                                      |
| Malawi                           | Assemblée nationale           | Bâtiment de l'Assemblée nationale        |       |                                                      |
| Mali                             | Assemblée nationale           | Bâtiment de l'Assemblée nationale        |       |                                                      |
| Maroc                            | Parlement                     | Bâtiment du Parlement                    |       |                                                      |
| Maurice                          | Assemblée nationale           | Bâtiment de l'Assemblée nationale        |       |                                                      |
| Namibie                          | Parlement                     | Tintenpalast                             |       | Construit de 1912 à 1913                             |
| Nigeria                          | Assemblée nationale           | Complexe de l'Assemblée nationale        |       |                                                      |
| Ouganda                          | Parlement                     | Bâtiment du Parlement                    |       |                                                      |
| Rwanda                           | Parlement                     | Bâtiment du Parlement                    |       |                                                      |
| Sénégal                          | Assemblée nationale           | Siège de l'Assemblée nationale           |       | Construit de 1954 à 1956                             |
| Seychelles                       | Assemblée nationale           | Bâtiment de l'Assemblée nationale        |       | Construit de 2008 à 2009                             |
| Sierra Leone                     | Parlement                     | Chambre du Parlement (en)                |       |                                                      |
| Tchad                            | Assemblée nationale           | Palais de la démocratie                  |       |                                                      |
| Tunisie                          | Parlement                     | Palais du Bardo                          |       |                                                      |
| Zambie                           | Assemblée nationale           | Bâtiment de l'Assemblée nationale        |       |                                                      |
| Zimbabwe                         | Parlement                     | Nouveau bâtiment du Parlement            |       | Construit entre 2018 et 2022                         |

### Amérique
| Pays                       | Parlement                                | Édifice                                  | Photo | Notes                                                                        |
| -------------------------- | ---------------------------------------- | ---------------------------------------- | ----- | ---------------------------------------------------------------------------- |
| Antigua-et-Barbuda         | Parlement                                | Bâtiment du Parlement                    |       |                                                                              |
| Argentine                  | Congrès de la Nation argentine           | Palais du Congrès de la Nation argentine |       | Construit de 1897 à 1906                                                     |
| Bahamas                    | Parlement                                | Bâtiment du Parlement                    |       | Construit en 1815                                                            |
| Barbade                    | Parlement                                | Bâtiments du Parlement                   |       | Construit de 1870 à 1874                                                     |
| Belize                     | Assemblée nationale                      | Bâtiment de l'Assemblée nationale        |       | Ouvert en 1971                                                               |
| Bolivie                    | Assemblée législative plurinationale     | Palais législatif                        |       |                                                                              |
| Brésil                     | Congrès national                         | Palais du Congrès national               |       | Inauguré en 1960                                                             |
| Canada                     | Parlement                                | Colline du Parlement                     |       | Les deux chambres du parlement siègent dans l'Édifice du Centre              |
| Chili                      | Congrès national                         | Édifice du Congrès national              |       | Le Congrès national siège dans l'édifice depuis 1990                         |
| Colombie                   | Congrès                                  | Capitole national                        |       | Construit de 1848 à 1926                                                     |
| Costa Rica                 | Assemblée législative                    | Édifice de l'Assemblée législative       |       | Construit entre 2018 et 2020                                                 |
| Cuba                       | Assemblée nationale du pouvoir populaire | El Capitolio                             |       | Construit de 1926 à 1929                                                     |
| Dominique                  | Assemblée                                | Bâtiment de l'Assemblée                  |       |                                                                              |
| Équateur                   | Assemblée nationale                      | Palais législatif                        |       | Inauguré en 1960                                                             |
| États-Unis                 | Congrès                                  | Capitole des États-Unis                  |       | Construit de 1771 à 1800 ; agrandi et réaménagé au XIXe siècle et XXe siècle |
| Grenade                    | Parlement                                | Siège du Parlement                       |       | Inauguré le 21 juin 2018                                                     |
| Guatemala                  | Congrès de la République                 | Palais législatif                        |       | Inauguré le 1er mars 1934                                                    |
| Guyana                     | Assemblée nationale                      | Siège du Parlement                       |       | Construit de 1829 à 1834                                                     |
| Jamaïque                   | Parlement                                | Gordon House                             |       | Construit dans les années 1960                                               |
| Mexique                    | Chambre des députés                      | Palais législatif de San Lázaro (es)     |       | Construit de 1979 à 1981                                                     |
| Mexique                    | Sénat de la République                   | Édifice du Sénat                         |       |                                                                              |
| Nicaragua                  | Assemblée nationale                      | Complexe législatif Carlos Núñez         |       |                                                                              |
| Panama                     | Assemblée nationale                      | Palais législatif (es)                   |       | Construit de 1955 à 1956                                                     |
| Paraguay                   | Congrès                                  | Palais législatif                        |       |                                                                              |
| Pérou                      | Congrès de la République                 | Palais législatif (es)                   |       | Construit de 1906 à 1939                                                     |
| République dominicaine     | Congrès national                         | Palais du Congrès national               |       |                                                                              |
| Saint-Christophe-et-Niévès | Assemblée nationale                      | Siège du gouvernement                    |       |                                                                              |
| Salvador                   | Assemblée législative                    | Palais législatif                        |       |                                                                              |
| Suriname                   | Assemblée nationale                      | Bâtiment de l'Assemblée nationale        |       |                                                                              |
| Trinité-et-Tobago          | Parlement                                | Maison rouge (en)                        |       | Construit en 1907                                                            |
| Uruguay                    | Assemblée générale                       | Palais législatif                        |       | Construit de 1908 à 1925                                                     |
| Venezuela                  | Assemblée nationale                      | Palais fédéral législatif (en)           |       | Construit de 1872 à 1877                                                     |

### Asie
| Pays                          | Parlement                        | Édifice                                             | Photo | Notes                                     |
| ----------------------------- | -------------------------------- | --------------------------------------------------- | ----- | ----------------------------------------- |
| Arabie saoudite               | Assemblée consultative           | Palais d'Al-Yamamah                                 |       |                                           |
| Arménie                       | Assemblée nationale              | Bâtiment de l'Assemblée nationale                   |       | Construit de 1948 à 1950                  |
| Azerbaïdjan                   | Assemblée nationale              | Bâtiment de l'Assemblée nationale                   |       |                                           |
| Bangladesh                    | Jatiya Sangsad                   | Jatiya Sangsad Bhaban                               |       | Construit de 1961 à 1982                  |
| Bhoutan                       | Parlement                        | Gyelyong Tshokhang                                  |       |                                           |
| Birmanie                      | Assemblée de l'Union             | Complexe de l'Assemblée de l'Union                  |       |                                           |
| Brunei                        | Conseil législatif               | Bâtiment du Conseil législatif                      |       | Construit en 2005                         |
| Cambodge                      | Assemblée nationale              | Bâtiment de l'Assemblée nationale                   |       |                                           |
| Cambodge                      | Sénat                            | Bâtiment du Sénat                                   |       |                                           |
| République populaire de Chine | Assemblée nationale populaire    | Palais de l'Assemblée du Peuple                     |       | Construit en 1959                         |
| Corée du Nord                 | Assemblée populaire suprême      | Palais de l'Assemblée Mansudae                      |       | Inauguré en 1984                          |
| Corée du Sud                  | Assemblée nationale              | Bâtiment de l'Assemblée nationale                   |       | Inauguré en 1975                          |
| Géorgie                       | Parlement                        | Bâtiment du Parlement                               |       | Construit de 1933 à 1938                  |
| Inde                          | Parlement                        | Sansad Bhavan                                       |       | Construit de 2021 à 2023                  |
| Indonésie                     | Assemblée délibérative du peuple | Complexe parlementaire de la république d'Indonésie |       | Construit de 1965 à 1983                  |
| Iran                          | Madjles                          | Bâtiment du Madjles                                 |       | Inauguré en 2004                          |
| Irak                          | Conseil des représentants        | Palais des congrès                                  |       |                                           |
| Israël                        | Knesset                          | Bâtiment de la Knesset                              |       |                                           |
| Japon                         | Diète                            | Bâtiment de la Diète nationale                      |       | Inauguré en 1936                          |
| Kazakhstan                    | Parlement                        | Bâtiment du Parlement                               |       |                                           |
| Kirghizistan                  | Conseil suprême                  | Maison Blanche                                      |       | Construit de 1976 à 1985                  |
| Koweït                        | Assemblée nationale              | Bâtiment de l'Assemblée nationale                   |       | Construit de 1978 à 1982                  |
| Liban                         | Chambre des députés              | Bâtiment du Parlement                               |       | Construit de 1932 à 1935                  |
| Malaisie                      | Parlement                        | Bâtiment du Parlement (en)                          |       | Construit de 1962 à 1963 ; rénové en 2004 |
| Maldives                      | Conseil du peuple                | Bâtiment du Conseil du peuple                       |       |                                           |
| Mongolie                      | Grand Khoural d'État             | Palais du gouvernement                              |       | Construit en 1954 ; rénové en 2004        |
| Népal                         | Parlement fédéral                | Centre de congrès international                     |       |                                           |
| Oman                          | Conseil d'Oman                   | Bâtiment du Conseil d'Oman                          |       |                                           |
| Ouzbékistan                   | Chambre législative              | Bâtiment de la Chambre législative                  |       |                                           |
| Ouzbékistan                   | Sénat                            | Bâtiment du Sénat                                   |       |                                           |
| Pakistan                      | Parlement                        | Bâtiment du Parlement                               |       | Inauguré en 1986                          |
| Philippines                   | Chambre des représentants        | Batasang Pambansa Complex (en)                      |       | Inauguré en 1978                          |
| Philippines                   | Sénat                            | GSIS Building (en)                                  |       |                                           |
| Singapour                     | Parlement                        | Bâtiment du Parlement                               |       |                                           |
| Sri Lanka                     | Parlement                        | Bâtiment du Parlement (en)                          |       | Inauguré en 1982                          |
| Syrie                         | Assemblée du peuple              | Bâtiment du Parlement                               |       |                                           |
| Tadjikistan                   | Assemblée suprême                | Bâtiment du Parlement                               |       | Inauguré en 2024.                         |
| Taïwan (République de Chine)  | Yuan législatif                  | Bâtiment du Yuan législatif                         |       |                                           |
| Thaïlande                     | Assemblée nationale              | Sappaya-Sapasathan                                  |       | En cours de construction                  |
| Timor oriental                | Parlement national               | Palais du gouvernement                              |       |                                           |
| Turquie                       | Grande Assemblée nationale       | Siège de la Grande Assemblée nationale              |       | Construit de 1923 à 1924                  |
| Turkménistan                  | Assemblée                        | Bâtiment de l'Assemblée du Turkménistan             |       |                                           |
| Vietnam                       | Assemblée nationale              | Siège de l'Assemblée nationale                      |       | Inauguré en 2014                          |

### Europe
| Pays               | Parlement                           | Édifice                                   | Photo | Notes                                                                                      |
| ------------------ | ----------------------------------- | ----------------------------------------- | ----- | ------------------------------------------------------------------------------------------ |
| Albanie            | Assemblée                           | Édifice de l'Assemblée d'Albanie          |       |                                                                                            |
| Allemagne          | Bundestag                           | Palais du Reichstag                       |       | Construit en 1884                                                                          |
| Allemagne          | Bundesrat                           | Chambre des seigneurs de Prusse           |       |                                                                                            |
| Andorre            | Conseil général                     | Nouveau Conseil général d'Andorre         |       | Construit en 2011                                                                          |
| Autriche           | Conseil national et Conseil fédéral | Bâtiment du Parlement autrichien          |       | Construit en 1883 ; actuellement en rénovation les deux assemblées siège à la Hofburg.     |
| Belgique           | Parlement fédéral                   | Palais de la Nation                       |       | Construit en 1783                                                                          |
| Biélorussie        | Chambre des représentants           | Maison du Gouvernement (en)               |       | Construit de 1930 à 1934                                                                   |
| Biélorussie        | Conseil de la République            | Bâtiment du Conseil de la République      |       | Ancienne bibliothèque nationale de Biélorussie                                             |
| Bosnie-Herzégovine | Assemblée parlementaire             | Bâtiment du Parlement                     |       | Construit en 1982                                                                          |
| Bulgarie           | Assemblée nationale                 | Bâtiment de l'Assemblée nationale         |       | Construit en 1885                                                                          |
| Chypre             | Chambre des représentants           | Bâtiment de la Chambre des représentants  |       |                                                                                            |
| Croatie            | Parlement                           | Palais Sabor                              |       | Construit en 1911                                                                          |
| Danemark           | Folketing                           | Christiansborg                            |       | Le bâtiment actuel date de 1928                                                            |
| Espagne            | Congrès des députés                 | Palais des Cortès                         |       | Construit en 1843                                                                          |
| Espagne            | Sénat                               | Palais du Sénat                           |       | Construit au XVIe siècle ; agrandi de 1987 à 1991                                          |
| Estonie            | Riigikogu                           | Château de Toompea                        |       | Construction du château au XIIIe siècle ; bâtiment du parlement estonien construit en 1922 |
| Finlande           | Parlement                           | Palais du Parlement                       |       | Construit de 1926 à 1931                                                                   |
| France             | Assemblée nationale                 | Palais Bourbon                            |       | Construit de 1722 à 1728                                                                   |
| France             | Sénat                               | Palais du Luxembourg                      |       | Construit de 1615 à 1631                                                                   |
| Grèce              | Parlement grec                      | Ancien palais royal d'Athènes             |       | Construit en 1843                                                                          |
| Hongrie            | Assemblée nationale                 | Parlement hongrois                        |       | Construit de 1885 à 1904                                                                   |
| Irlande            | Oireachtas                          | Leinster House                            |       | Construit de 1745 à 1748                                                                   |
| Islande            | Althing                             | Alþingishúsið                             |       | Construit de 1880 à 1881                                                                   |
| Italie             | Chambre des députés                 | Palais Montecitorio                       |       | Construit au XVIIe siècle ; réaménagé dans les années 1900                                 |
| Italie             | Sénat de la République              | Palais Madame                             |       | Achevé en 1505                                                                             |
| Lettonie           | Saeima                              | Maison de la Noble Corporation de Livonie |       | Construit de 1863 à 1867                                                                   |
| Liechtenstein      | Landtag                             | Bâtiment du Landtag                       |       | Inauguré en 2008                                                                           |
| Lituanie           | Seimas                              | Palais du Seimas                          |       | Construit de 1976 à 1980                                                                   |
| Luxembourg         | Chambre des députés                 | Hôtel de la Chambre des députés           |       | Construit de 1858 à 1860 ; rénové de 1997 à 1999                                           |
| Macédoine du Nord  | Assemblée                           | Palais de l'Assemblée                     |       | Construit en 1938 ; embellissement en 2010                                                 |
| Malte              | Chambre des représentants           | Parliament House                          |       | Construit de 2011 à 2015                                                                   |
| Moldavie           | Parlement                           | Bâtiment du Parlement moldave             |       |                                                                                            |
| Monaco             | Conseil national                    | Bâtiment du Conseil national              |       | Inauguré en 2012                                                                           |
| Monténégro         | Parlement                           | Bâtiment de l'Assemblée                   |       |                                                                                            |
| Norvège            | Storting                            | Édifice du Storting                       |       | Construit de 1860 à 1866                                                                   |
| Pays-Bas           | États généraux                      | Binnenhof                                 |       | Construit au XIIIe siècle                                                                  |
| Pologne            | Diète et Sénat                      | Siège du parlement de Pologne             |       | Construit en 1928                                                                          |
| Portugal           | Assemblée de la République          | Palais de São Bento                       |       | Construit au XVe siècle                                                                    |
| Roumanie           | Parlement                           | Palais du Parlement                       |       | Construit de 1984 à 1997                                                                   |
| Royaume-Uni        | Parlement                           | Palais de Westminster                     |       | Le palais actuel date du XIXe siècle                                                       |
| Russie             | Douma                               | Édifice de la Douma d'État                |       |                                                                                            |
| Russie             | Conseil de la fédération            | Édifice du Conseil de la fédération       |       |                                                                                            |
| Saint-Marin        | Grand conseil général               | Palais public                             |       | L'édifice actuelle a été construit de 1884 à 1894                                          |
| Serbie             | Assemblée nationale                 | Bâtiment de l'Assemblée nationale         |       | Construit de 1907 à 1936                                                                   |
| Slovaquie          | Conseil national                    | Bâtiment du Conseil national              |       |                                                                                            |
| Slovénie           | Parlement slovène                   | bâtiment de l'Assemblée nationale         |       | Construit de 1954 à 1959                                                                   |
| Suède              | Riksdag                             | Riksdagshuset                             |       | Construit de 1897 à 1905 ; rénovation et agrandissement de 1980 à 1983                     |
| Suisse             | Assemblée fédérale                  | Palais fédéral                            |       | Construit de 1894 à 1902                                                                   |
| Tchéquie           | Chambre des députés                 | Palais Thun                               |       |                                                                                            |
| Tchéquie           | Sénat                               | Palais Wallenstein                        |       | Construit au XVIIe siècle                                                                  |
| Ukraine            | Rada                                | Bâtiment de la Rada                       |       | Construit de 1936 à 1939                                                                   |

### Océanie
| Pays                      | Parlement                 | Édifice                             | Photo | Notes                                                                  |
| ------------------------- | ------------------------- | ----------------------------------- | ----- | ---------------------------------------------------------------------- |
| Australie                 | Parlement                 | Parliament House                    |       | Construit de 1981 à 1988                                               |
| Îles Cook                 | Parlement                 | Bâtiment du Parlement               |       |                                                                        |
| Fidji                     | Parlement                 | Bâtiments gouvernementaux           |       | Construit de 1937 à 1939 ; le parlement y siège de nouveau depuis 2014 |
| Kiribati                  | Maneaba ni Maungatabu     | Bâtiment du Parlement               |       | Inauguré en 2000                                                       |
| Îles Marshall             | Nitijeļā                  | Capitole des Îles Marshall          |       |                                                                        |
| Nauru                     | Parlement                 | Bâtiment du Parlement               |       |                                                                        |
| Nouvelle-Zélande          | Chambre des représentants | Parliament House                    |       | Construit de 1914 à 1922 ; agrandi dans les années 1990                |
| Palaos                    | Congrès national          | Capitole des Palaos                 |       | Construit de 1999 à 2006                                               |
| Papouasie-Nouvelle-Guinée | Parlement national        | National Parliament House           |       |                                                                        |
| Îles Salomon              | Parlement national        | Bâtiment du Parlement national      |       |                                                                        |
| Tonga                     | Assemblée législative     | Bâtiment de l'Assemblée législative |       |                                                                        |
| Vanuatu                   | Parlement                 | Bâtiment du Parlement               |       |                                                                        |

## Parlements infranationaux

### Allemagne
| Land                               | Landtag             | Édifice                     | Photo | Notes                                                         |
| ---------------------------------- | ------------------- | --------------------------- | ----- | ------------------------------------------------------------- |
| Bade-Wurtemberg                    | Landtag             | Haus des Landtags           |       |                                                               |
| Basse-Saxe                         | Landtag             | Château de la Leine (de)    |       | Le Landtag y siège depuis 1962                                |
| Bavière                            | Landtag             | Maximilianeum               |       | Construit de 1857 à 1874 ; Le Landtag y siège depuis 1949     |
| Berlin                             | Chambre des députés | Parlement prussien (de)     |       | Inauguré en 1899 ; La Chambre des députés y siège depuis 1993 |
| Brandebourg                        | Landtag             | Château de Potsdam          |       | Construit de 1662 à 1674                                      |
| Brême                              | Bürgerschaft        | Haus der Bürgerschaft       |       |                                                               |
| Hambourg                           | Bürgerschaft        | Hôtel de Ville              |       | Construit de 1886 à 1897                                      |
| Hesse                              | Landtag             | Château de Wiesbaden        |       | Construit 1837 à 1841 ; Le Landtag y siège depuis 1946        |
| Mecklembourg-Poméranie-Occidentale | Landtag             | Château de Schwerin         |       | Le Landtag y siège depuis 1990                                |
| Rhénanie-du-Nord-Westphalie        | Landtag             | Landtagsgebäude             |       |                                                               |
| Rhénanie-Palatinat                 | Landtag             | Hôtel de l’ordre teutonique |       | Construit en 1730 ; Le Landtag y siège depuis 1946            |
| Sarre                              | Landtag             | Landtag des Saarlandes      |       |                                                               |
| Saxe                               | Landtag             | Landtag de Saxe             |       |                                                               |
| Saxe-Anhalt                        | Landtag             | Brunnersches Haus           |       |                                                               |
| Schleswig-Holstein                 | Landtag             | Landeshaus (de)             |       |                                                               |
| Thuringe                           | Landtag             | Landtagsgebäude             |       |                                                               |

### Australie
| État / Territoire                      | Parlement             | Édifice                                  | Photo | Notes                                     |
| -------------------------------------- | --------------------- | ---------------------------------------- | ----- | ----------------------------------------- |
| Australie-Méridionale                  | Parlement             | Parliament House                         |       | Construit de 1874 à 1939                  |
| Australie-Occidentale                  | Parlement             | Parliament House (en)                    |       | Construit de 1902 à 1904                  |
| Nouvelle-Galles du Sud                 | Parlement             | Parliament House                         |       | Construit dans les années 1850            |
| Queensland                             | Parlement             | Parliament House                         |       | Construit de 1865 à 1867 ; rénové en 1982 |
| Tasmanie                               | Parlement             | Parliament House (en)                    |       | Construit de 1835 à 1840                  |
| Territoire de la capitale australienne | Assemblée législative | Bâtiment de l'Assemblée législative (en) |       | Construit de 1959 à 1961 ; rénové en 1994 |
| Territoire du Nord                     | Assemblée législative | Parliament House (en)                    |       | Construit de 1990 à 1994                  |
| Victoria                               | Parlement du Victoria | Parliament House                         |       | Construit de 1855 à 1929                  |

### Belgique
| Région / Communauté                 | Parlement                                       | Édifice                               | Photo | Notes                                                        |
| ----------------------------------- | ----------------------------------------------- | ------------------------------------- | ----- | ------------------------------------------------------------ |
| Région flamande                     | Parlement (Parlement régional et communautaire) | Bâtiment du Parlement flamand (nl)    |       |                                                              |
| Wallonie                            | Parlement (Parlement régional)                  | Hospice Saint-Gilles                  |       | Construit au XIIIe siècle ; le parlement y siège depuis 1998 |
| Région de Bruxelles-Capitale        | Parlement (Parlement régional)                  | Bâtiment du Parlement bruxellois (en) |       | Le parlement y siège depuis 1995                             |
| Communauté française de Belgique    | Parlement (Parlement communautaire)             | Hôtel de Ligne                        |       | Construit en 1777                                            |
| Communauté germanophone de Belgique | Parlement (Parlement communautaire)             | Parlamentsgebäude                     |       |                                                              |

### Canada
| Province / Territoire     | Législature               | Édifice                                 | Photo | Notes                    |
| ------------------------- | ------------------------- | --------------------------------------- | ----- | ------------------------ |
| Colombie-Britannique      | Assemblée législative     | Bâtiments du Parlement                  |       | Construit de 1893 à 1898 |
| Alberta                   | Assemblée législative     | Édifice de l'Assemblée législative      |       | Construit de 1907 à 1913 |
| Saskatchewan              | Assemblée législative     | Édifice de l'Assemblée législative      |       | Construit de 1908 à 1912 |
| Manitoba                  | Assemblée législative     | Palais législatif                       |       | Construit de 1913 à 1920 |
| Ontario                   | Assemblée législative     | Édifice de l'Assemblée législative      |       | Construit de 1886 à 1893 |
| Québec                    | Assemblée nationale       | Hôtel du Parlement                      |       | Construit de 1877 à 1886 |
| Nouveau-Brunswick         | Assemblée législative     | Édifice de l'Assemblée législative      |       | Ouvert en 1882           |
| Nouvelle-Écosse           | Assemblée législative     | Province House                          |       | Construit de 1811 à 1819 |
| Île-du-Prince-Édouard     | Assemblée législative     | Province House                          |       | Construit de 1839 à 1847 |
| Terre-Neuve-et-Labrador   | Chambre d'assemblée       | Édifice de la Confédération (en)        |       | Construit de 1959 à 1969 |
| Yukon                     | Assemblée législative     | Édifice administratif du gouvernement   |       | Ouvert en 1976           |
| Territoires du Nord-Ouest | Assemblée législative     | Édifice de l'Assemblée législative (en) |       | Construit de 1993 à 1994 |
| Nunavut                   | Assemblée législative     | Édifice législatif                      |       | Construit de 1998 à 1999 |
| Nunatsiavut               | Nunatsiavut Assembly (en) | Édifice législatif                      |       | Ouvert en 2012           |

### Espagne
| Communauté autonome    | Parlement | Édifice                            | Photo | Notes                                                                                        |
| ---------------------- | --------- | ---------------------------------- | ----- | -------------------------------------------------------------------------------------------- |
| Andalousie             | Parlement | Hôpital de las Cinco Llagas        |       | Construit de 1546 à 1559                                                                     |
| Aragon                 | Cortes    | Palais de l'Aljaferia              |       | Construit au XIe siècle                                                                      |
| Catalogne              | Parlement | Palais du Parlement                |       | Construit de 1717 à 1727                                                                     |
| Îles Canaries          | Parlement | Siège du Parlement                 |       | Construit en 1883                                                                            |
| Castille-et-León       | Cortes    | Siège des Cortes (es)              |       | Construit de 2004 à 2007                                                                     |
| Cantabrie              | Parlement | Hospital de San Rafael (es)        |       | Construit en 1791 ; le Parlement y siège depuis 1984                                         |
| Castille-La Manche     | Cortes    | Couvent de Saint-Gilles (es)       |       | Construit en 1610 ; les Cortes y siègent depuis 1985                                         |
| Catalogne              | Parlement | Palais du Parlement                |       | Construit entre 1717 et 1724 ; le Parlement y siège à partir de 1932 puis de nouveau en 1980 |
| Estrémadure            | Assemblée | Hôpital de Saint-Jean-de-Dieu (es) |       | Construit au XIIe siècle ; l'Assemblée y siège depuis 1983                                   |
| Galice                 | Parlement | Pazo du Hórreo                     |       | Construit entre 1903 et 1915 ; le Parlement y siège depuis 1989                              |
| Communauté de Madrid   | Assemblée | Siège de l'Assemblée (es)          |       | Construit entre 1995 et 1998                                                                 |
| La Rioja               | Parlement | Couvent de la Merced (es)          |       | Construit au XIIe siècle ; le Parlement y siège depuis 1988                                  |
| Communauté valencienne | Parlement | Palais de Benicarló ou des Borgia  |       | Construit au XIVe siècle                                                                     |
| Ceuta                  | Assemblée | Palais de l'Assemblée (es)         |       | Construit entre 1914 et 1926                                                                 |
| Melilla                | Assemblée | Palais de l'Assemblée (es)         |       | Construit entre 1938 et 1950                                                                 |

### Royaume-Uni
| Nation constitutive | Parlement          | Édifice                        | Photo | Notes                    |
| ------------------- | ------------------ | ------------------------------ | ----- | ------------------------ |
| Écosse              | Parlement écossais | Bâtiment du Parlement écossais |       | Construit de 1999 à 2004 |
| Irlande du Nord     | Assemblée          | Palais de Stormont             |       | Construit en 1932        |
| Pays de Galles      | Parlement gallois  | Senedd                         |       | Construit de 2001 à 2006 |

## Parlements supranationaux
| Organisation        | Parlement               | Édifice                   | Photo | Notes                                                                                 |
| ------------------- | ----------------------- | ------------------------- | ----- | ------------------------------------------------------------------------------------- |
| Union européenne    | Parlement européen      | Bâtiment Louise-Weiss     |       | Construit de 1993 à 1999 ; l'édifice accueille les séances plénières du parlement     |
| Union européenne    | Parlement européen      | Bâtiment Paul-Henri Spaak |       | Construit de 1989 à 1994 ; l'édifice accueille les séances de commission du parlement |
| Conseil de l'Europe | Assemblée parlementaire | Palais de l'Europe        |       | Construit de 1976 à 1977                                                              |